# Ianca
Ianca (pronunciació en romanès: [ˈJaŋka]) és una ciutat del comtat de Brăila, Muntènia (Romania). És la segona localitat urbana més gran del comtat de Brăila en número d'habitants (10.343).
Segons el cens del 2011, el 92,81% de la població es declarava romanesa i el 2,89% com a gitana (el 0,14% declarava una altra ètnia i el 4,14% no declarava una ètnia).

## Història
El primer esment de la ciutat data del 1834. Es va convertir oficialment en una ciutat el 1989, com a resultat del programa de sistematització rural romanès.

## Administració
La superfície de la ciutat és de 186 km², dels quals 10,9 km² tenen l'estatus de zona residencial. La ciutat administra sis pobles: Berlești, Gara Ianca, Oprișenești, Perișoru, Plopu i Târlele Filiu. També compta amb una gran base militar programada per ser transformada en un aeroport civil.

## Relacions Internacionals
Ianca està agermanada amb La Chapelle-sur-Erdre, França des del 2005.

## Fills il·lustres
- Virgil Huzum
- Ion Theodorescu-Sion